# Czerwina
Czerwina (biał. Чэрвіна; ros. Червино, Czierwino) – wieś na Białorusi, w obwodzie witebskim, w rejonie orszańskim, w sielsowiecie Wuscie.

## Transport
Znajduje tu się stacja kolejowa Czerwina, położona na linii Orsza – Mohylew. Przez wieś przebiega droga republikańska R76, od której odchodzi tu zachodnia obwodnica Orszy.